# Pentamerismus canadensis
Pentamerismus canadensis är en spindeldjursart som beskrevs av McGregor 1949. Pentamerismus canadensis ingår i släktet Pentamerismus och familjen Tenuipalpidae. Inga underarter finns listade i Catalogue of Life.